# اندیس رودخانه کرخه۱
رودخانه کرخه۱ یک اندیس غیرفلزی است که در حوالی شهر دزفول استان خوزستان قرار دارد و مادهٔ معدنی موجود در آن، باریت است.  